# Próxima Centauri d
Próxima Centauri d (también llamado Próxima d) es un candidato a exoplaneta  que orbita alrededor de la estrella enana roja Próxima Centauri, la estrella más cercana al Sol y parte del sistema estelar triple Alfa Centauri. Junto con otros dos planetas en el sistema Próxima Centauri, es el exoplaneta conocido más cercano al Sistema Solar, ubicado aproximadamente a 4,2 años luz (1,3 parsecs; 40 billones de kilómetros; 25 billones de millas) de distancia en la constelación de Centauro. Los primeros signos del exoplaneta surgieron como una débil señal de 5,15 días en velocidad radialdatos tomados del Very Large Telescope durante un estudio de 2020 sobre la masa de Próxima Centauri b. Esta señal fue propuesta formalmente como candidato a exoplaneta por Faria et al. en un artículo de seguimiento publicado en febrero de 2022.
Próxima d es una subtierra de al menos un cuarto de la masa de la Tierra (o el doble de la masa de Marte), que orbita a aproximadamente 0,029 UA (4,3 millones de km; 2,7 millones de millas) cada 5,1 días. Es el planeta menos masivo y más interior conocido del sistema Próxima Centauri. Es el exoplaneta menos masivo detectado con el método de velocidad radial a partir de 2022. Próxima d orbita demasiado cerca de su estrella para ser habitable; suponiendo una reflectividad similar a la de la Tierra, su temperatura de equilibrio puede alcanzar los 360 K (87 °C; 188 °F).